# 1995-ös Fiatal Táncosok Eurovíziója
Az 1995-ös Fiatal Táncosok Eurovíziója volt a hatodik Fiatal Táncosok Eurovíziója, melyet Svájcban, Lausanne-ban rendeztek meg. A pontos helyszín a Théâtre de Beaulieu volt. Az elődöntőre 1995. június 3-án, a döntőre 1995. június 6-án került sor. Az Eurovíziós Dalfesztivállal ellenben itt nem az előző évi győztes rendez, hanem pályázni kell a rendezés jogára. Az 1993-as verseny a spanyol Zenaida Janovszki győzelmével zárult, aki az „Esmeralda” című táncát adta elő Svédország fővárosában, Stockholmban.

## A helyszín és a verseny
A verseny pontos helyszíne a svájci Lausanne-ban található Théâtre de Beaulieu volt. Az intézmény korábban az 1989-es Eurovíziós Dalfesztivál helyszínéül is szolgált.
| Svájc Lausanne |

A műsor egyik házigazdája Geraldine Chaplin volt, a világhírű színész, Charlie Chaplin lánya.

## A résztvevők
Első alkalommal Magyarország is képviseltette magát a megmérettetésen. Hazánkat Weisz Sára képviselte, aki Juronics Tamás „Death” című koreográfiájával szerepelt, de nem jutott be a döntőbe. Oroszország is ebben az évben küldte első indulóját.
Dánia és Észtország visszaléptek a versenytől. Így összesen 15 ország vett részt Lausanne-ban, ami megegyezett az előző két év létszámával.
Az elődöntőből a szakmai zsűri kilenc országot juttatott tovább a döntőbe, így hat ország esett ki a verseny első fordulójában.

## Zsűri
- Heinz Spoerli (Zsűrielnök)
- Maurice Béjart
- Oscar Aráiz
- Gigi Caciuelanu
- Paola Cantalupo
- Beatriz Consuelo
- Peter Van Dyk
- Pierre Lacotte
- Gilbert Mayer
- Víctor Ullate
- Jorma Uotinen
- Vámos György

## Elődöntő
Az elődöntőt 1995. június 3-án rendezték meg tizenöt ország részvételével. A továbbjutók sorsáról a tíztagú szakmai zsűri döntött. Kilenc ország jutott tovább a döntőbe.
| #  | Ország        | Táncos                                        | Tánc                                      | Koreográfus                        | Eredmény     |
| -- | ------------- | --------------------------------------------- | ----------------------------------------- | ---------------------------------- | ------------ |
| 01 | Finnország    | Janna Eklund                                  | „La Esmeralda: Variation de Diane”        | A. Vaganova                        | Kiesett      |
| 02 | Belgium       | Jeroen Hofmans                                | „Giselle: Variation du paysan”            | M. Petipa, J. Coralli és J. Perrot | Továbbjutott |
| 03 | Németország   | Irina Schlaht                                 | „La Esmeralda”                            | M. Petipa                          | Kiesett      |
| 04 | Oroszország   | Marija Alekszandrova                          | „Coppélia: Variation de Swanilda”         | M. Petipa                          | Továbbjutott |
| 05 | Szlovénia     | Damjan Mohorko                                | „La Fille mal gardée: Variation de Colas” | M. Petipa és L. Ivanov             | Kiesett      |
| 06 | Norvégia      | Maria Mikalsen                                | „Les mots sont allés”                     | I. Bjørnsgaard                     | Kiesett      |
| 07 | Ausztria      | Oliver Preiß                                  | „Taras Bulba: Gopak”                      | R. Zakarov                         | Továbbjutott |
| 08 | Görögország   | Fragkíszkosz Tumbákarisz                      | „Ondine: Variation acte II.”              | J. Neumeier                        | Továbbjutott |
| 09 | Ciprus        | Karolína Konsztantínu                         | „La Esmeralda”                            | M. Petipa                          | Kiesett      |
| 10 | Magyarország  | Weisz Sára                                    | „Death”                                   | Juronics T.                        | Kiesett      |
| 11 | Lengyelország | Filip Barankiewicz                            | „Paquita”                                 | M. Petipa                          | Továbbjutott |
| 12 | Svájc         | Anne-Catherine Haller                         | „Raymonda”                                | M. Petipa                          | Továbbjutott |
| 13 | Svédország    | Nadja Sellrup                                 | „Grand pas classique”                     | V. Gszovszkij                      | Továbbjutott |
| 14 | Franciaország | Karl Paquette                                 | „La Bayadère”                             | R. Nurejev                         | Továbbjutott |
| 15 | Spanyolország | Jesús Pastor Sahuquillo és Ruth Miró Salvador | „Arrayan daraxa”                          | V. Ullate                          | Továbbjutott |

## Döntő
A döntőt 1995. június 6-án rendezték meg kilenc ország részvételével. A végső döntést a tíztagú szakmai zsűri hozta meg.
| #  | Ország        | Táncos                                        | Tánc                              | Koreográfus                        | Helyezés |
| -- | ------------- | --------------------------------------------- | --------------------------------- | ---------------------------------- | -------- |
| 01 | Görögország   | Fragkíszkosz Tumbákarisz                      | „Ondine: Variation acte II.”      | J. Neumeier                        | —        |
| 02 | Lengyelország | Filip Barankiewicz                            | „Paquita”                         | M. Petipa                          | —        |
| 03 | Svájc         | Anne-Catherine Haller                         | „Raymonda”                        | M. Petipa                          | —        |
| 04 | Ausztria      | Oliver Preiß                                  | „Taras Bulba: Gopak”              | R. Zakarov                         | —        |
| 05 | Oroszország   | Marija Alekszandrova                          | „Coppélia: Variation de Swanilda” | M. Petipa                          | —        |
| 06 | Belgium       | Jeroen Hofmans                                | „Giselle: Variation du paysan”    | M. Petipa, J. Coralli és J. Perrot | 3.       |
| 07 | Franciaország | Karl Paquette                                 | „La Bayadère”                     | R. Nurejev                         | —        |
| 08 | Svédország    | Nadja Sellrup                                 | „Grand pas classique”             | V. Gszovszkij                      | 2.       |
| 09 | Spanyolország | Jesús Pastor Sahuquillo és Ruth Miró Salvador | „Arrayan daraxa”                  | V. Ullate                          | 1.       |

## Közvetítés
Tizennyolc ország közvetítette a versenyt, a résztvevők mellett Bulgária, Dánia és Románia is.
| - Ausztria - Belgium - Bulgária - Ciprus - Dánia - Finnország | - Franciaország - Görögország - Lengyelország - Magyarország – MTV 2 (felvételről 1995. július 1-jén) - Németország - Norvégia | - Oroszország - Románia - Spanyolország - Svájc - Svédország - Szlovénia |

## Zene
1. Görögország: Hans Werner Henze
2. Lengyelország: n.a.
3. Svájc: Alekszandr Glazunov
4. Ausztria: Vaszilij Szolovjov-Szedoj
5. Oroszország: Léo Delibes
6. Belgium: n.a.
7. Franciaország: Ludwig Minkus
8. Svédország: n.a.
9. Spanyolország: L. Delgado

## Térkép

A döntő résztvevői
Az elődöntőben kiesett országok
Országok, melyek korábban részt vettek, de ebben az évben nem